# Agave delamateri
Agave delamateri är en sparrisväxtart som beskrevs av W.C.Hodgs. och Slauson. Agave delamateri ingår i släktet Agave och familjen sparrisväxter. Inga underarter finns listade i Catalogue of Life.